# 菲利斯鎮區 (愛荷華州格蘭迪縣)
菲利斯鎮區（英語：Felix Township）是位於美國愛荷華州格蘭迪縣的一個行政鎮區。

## 地方資料
根據2010年美國人口普查的數據，菲利斯鎮區的面積為92.52平方千米，當中陸地面積為92.52平方千米，而水域面積為0.00平方千米。當地共有人口223人，而人口密度為每平方千米2.41人。